# David de Villiers
David De Villiers, južnoafriški dirigent, 23. oktober 1944, Cape Town, JAR.
Po končanem študiju klavirja je s pomočjo štipendije nadaljeval študij dirigiranja v Nemčiji, kjer je ostal do danes. Po študiju je naprej delal kot korepetitor, potem pa postal stalni dirigent v operi v Frankfurtu ob Majni. V nadaljnji  karieri je bil šef dirigent komornega orkestra Ad artem de Metz v francoskem Metzu, dirigent in vršilec dolžnosti generalnega direktorja Mestnih odrov v Bielefeldu ter vodja operne hiše v Giessnu. Dirigiral je simfoničnim orkestrom v Nemčiji, Švici, Franciji, Italiji, Koreji in Južni Afriki. Njegov repertoar obsega vse od baročnih do sodobnih kompozicij. Znan je tudi kot dirigent, ki orkester rad dopolnjuje z drugimi glasbenimi zvrstmi. S kölnskim radijskim orkestrom na primer sodeluje kot dirigent simfoničnega jazza in filmske glasbe, slovensko občinstvo pa se ga najbrž spominja s koncerta s Siddharto in našimi simfoniki. Septembra 2003 je prevzel paličico šefa dirigenta Simfoničnega orkestra RTV Slovenija.